# Fisibilidad (geología)

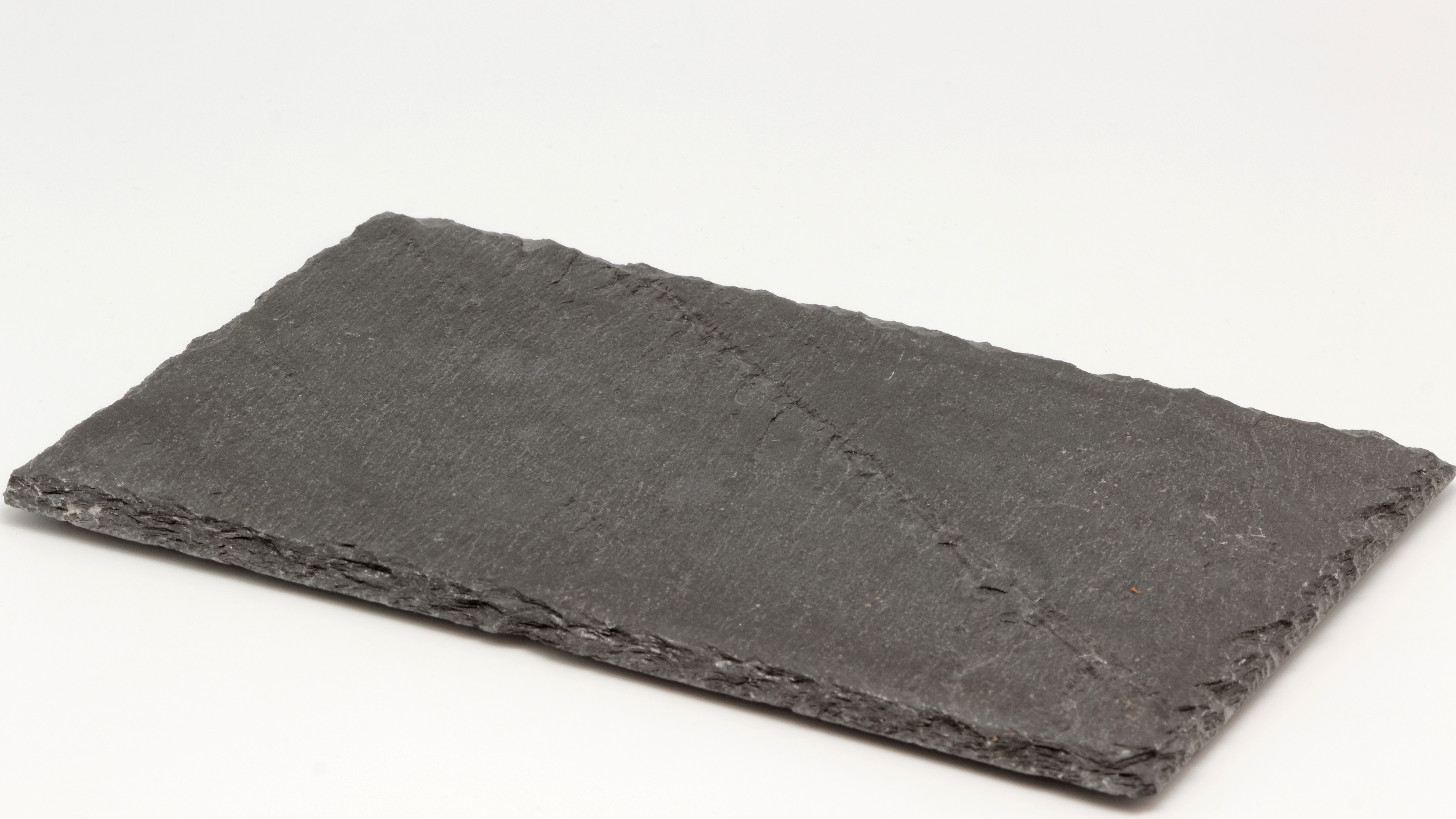
Muestra de pizarra, ejemplo de una roca fisible

En geología, la fisibilidad es la capacidad o tendencia de una roca a dividirse siguiendo planos de fractura, orientados paralelamente al sentido de estratificación en las rocas sedimentarias. No debe confundirse con la exfoliabilidad, una propiedad ligada a la estructura cristalina de determinados minerales, independiente de los procesos de estratificación vinculados con la génesis de rocas fisibles. Cuando se analizan secciones delgadas de estas rocas, también se caracterizan por la orientación uniforme de las partículas de minerales laminares que puedan contener, como la mica. La fisibilidad es el resultado de procesos sedimentarios o metamórficos.
Los planos de fractura se desarrollan en rocas sedimentarias como los esquistos o las lutitas debido a la alineación de las partículas de arcilla durante el proceso de compactación que da origen a la roca. En las rocas metamórficas se desarrollan debido a procesos de recristalización y a la generación de minerales micáceos. La fisibilidad de una roca se puede degradar de muchas maneras durante el proceso geológico de su formación, incluidas la floculación de las partículas de arcilla que pueden adoptar una textura aleatoria antes de la compactación, la bioturbación durante el proceso de compactación, y la meteorización durante y después del levantamiento. El efecto de la bioturbación se ha documentado bien en los núcleos de esquisto muestreados: más allá de las profundidades críticas variables donde los organismos excavadores ya no pueden sobrevivir, la fisibilidad del esquisto se volverá más generalizada y mejor definida.
Algunos geólogos utilizan la fisibilidad como la característica definitoria que separa las lutolitas (sin fisibilidad) de los esquistos (fisibles). Sin embargo, en la terminología de los análisis geotécnicos, no es infrecuente que los términos esquisto y lutolita se empleen indistintamente.